# ياسوشي مياكي
ياسوشي مياكي (باليابانية: 三宅靖志) هو مصارع هاوي ياباني، ولد في 26 فبراير 1974.

## وصلات خارجية
- ياسوشي مياكي على موقع قاعدة بيانات المصارعة الدولية (الإنجليزية)
- ياسوشي مياكي على موقع أوليمبيديا (الإنجليزية)